# Дом-музей Хосе Марти
Дом-музей Хосе Марти (исп. Casa Natal de José Martí) — дом на окраине Гаваны, в котором 28 января 1853 года родился латиноамериканский поэт и журналист, национальный герой Кубы, лидер освобождения страны от Испании — Хосе Марти.

## Предыстория
Хосе Марти, сын испанца Мариано Марти-и-Наварро из Валенсии и уроженки Санта-Крус-де-Тенерифе (Канарские острова) Леонор Перес-и-Кабрера, родился 28 января 1853 года на окраине Гаваны на ул. Сан-Франсиско де Паула, 41 в небольшом двухэтажном домике, который молодожёны смогли снять в 1852 году на приданое, полученное доньей Леонор.
Скромный дом в колониальном стиле был построен в начале XIX века в квартале Паула недалеко от порта, рядом со стеной, которая окружала тогда город, и выглядит как типичное для того времени строение с отштукатуренными стенами и черепичной крышей. Здание практически не перестраивалось в девятнадцатом столетии и оставалось неизвестным до 1899 года, когда кубинские беженцы, жившие на Ки-Уэст, установили на его стене мемориальную табличку.
После гибели Хосе Марти в 1895 году в доме жила его мать Леонор Перес. Когда она умерла, дом перешёл в собственность местной католической общины, но в 1925 году был выкуплен муниципалитетом и превращён в музей. Улица, на которой расположен музей, ныне носит имя матери поэта-героя.

## Музей
С инициативой создания музея выступил журналист Артуро Р. де Каррикарте, которому удалось организовать сбор, описание и сохранение принадлежавших национальному герою Кубы вещей и документов. Экспозиция была открыта 28 января 1925 года. К этой дате было приурочено издание подготовленной первым директором музея Артуро Р. де Каррикарте книги «Iconografia del Aposol Jose Marti. Homenaje de la Republica Al Apostol de la Independencia». В 1949 году дом-музей был объявлен национальным памятником Республики Куба.
С победой революции 1959 года дом был полностью отреставрирован в 1963 году, а его собрание экспонатов значительно расширено. В экспозиции представлены предметы мебели и семейные реликвии периода детства и молодости Марти (1853—1870), картины и документы, связанные с его патриотической деятельностью, изгнанием и жизнью в разных странах, первые издания произведений писателя.
В бывших комнатах родителей на втором этаже дома выставлены предметы, связанные с детством Хосе Марти, в том числе детский чепчик, в котором его крестили, и прядь волос 4-летнего мальчика. В одной из комнат можно увидеть железные кандалы, в которых его держали в гаванской тюрьме, а в соседней — золотую часовую цепочку, подаренную ему учениками, которым Хосе Марти преподавал в Гватемале.
В музее находятся ручка из слоновой кости, которой Максимо Гомес подписал 25 марта 1895 г. совместный с Марти «Манифест Монте-Кристи», обосновавший программу борьбы за независимость Кубы, и перочинный нож, находившийся в кармане Хосе Марти в день его гибели.